# Slippin' (Paul Russell)
Slippin' è un singolo del cantante statunitense Paul Russell in collaborazione con la cantante Meghan Trainor, pubblicato il 12 luglio 2024, estratto dall'EP Again Sometime?.

## Tracce
1. Slippin' (feat. Meghan Trainor) – 2:48